# Dane Zajc
Dane Zajc, , slovenski pesnik, dramatik, esejist, knjižničar, * 26. oktober 1929, Zgornja Javoršica pri Moravčah, † 20. oktober 2005, Golnik.

## Življenje
Rodil se je 26. oktobra 1929 v Zgornji Javoršici v današnji občini Moravče. Med drugo svetovno vojno so mu nacisti požgali domačijo, izgubil je očeta in dva brata, ki sta padla v partizanih. Med vojno je prekinil šolanje, leta 1947 se je vpisal na Gimnazijo Poljane v Ljubljani. Leta 1951 so ga zaradi političnih stališč zaprli in izključili iz gimnazije, ki jo je nato leta 1958 končal v zasebni šoli, a mu vpis na univerzo ni bil dovoljen. Zaznamovale so ga negativne izkušnje med služenjem vojaškega roka leta 1951 in ga utrdile v odporu do socialističnega političnega sistema. 1953–55 je bil zaposlen na pošti, nato je postal knjižničar v Pionirski knjižnici v Ljubljani in delal tam do upokojitve leta 1989. Kot štipendist Fulbrightove ustanove je bil en semester na Univerzi Columbia v New Yorku (1981/82). V letih 1991–95 je bil prvi poosamosvojitveni predsednik Društva slovenskih pisateljev. 1993 je bil izvoljen za izrednega in 1997 za rednega člana Slovenske akademije znanosti in umetnosti (SAZU) v njenem razredu za umetnosti. 
Umrl je 20. oktobra 2005 za posledicami raka, v bolnišnici na Golniku.
Po materini strani je bil nečak kiparja Tineta Kosa in bratranec univerzitetnega profesorja primerjalne književnosti, akademika Janka Kosa.

## Delo
Dane Zajc se je kot eden najpomembnejših slovenskih književnikov druge polovice 20. stoletja uveljavil z ostrino skoncentrirane misli in presenetljivo svežino izraza. Njegovo ustvarjanje obsega poezijo in dramatiko (t. i. poetično dramo), njegovi eseji in intervjuji sodijo v vrh slovenske literarne esejistike. Bil je tudi pomemben ustvarjalec otroške in mladinske književnosti. Njegove pesmi, lutkovne igre in pravljice so priljubljene in se pogosto pojavljajo v berilih za osnovno šolo. V zadnjem desetletju je aktivno sodeloval z igralcem in glasbenikom Janezom Škofom, nastopila sta na številnih odrih v Sloveniji in v tujini. Dane kot recitator svojih pesmi, Škof pa kot spremljevalni harmonikar in pevec Zajčevih pesmi. Med drugim so te izvedbe zabeležene na zgoščenki z naslovom Ogenj v ustih.
Pesmi je začel objavljati v Mladinski reviji leta 1955, obenem je sodeloval v domskem glasilu Mi Mladi. Sodeloval je tudi pri Naši sodobnosti, Sodobnosti, Ljudski pravici, Ljubljanskem dnevniku, Pionirskem listu, Pionirju, Kurirčku, Cicibanu, Odru 57 itd. Deloval je kot član uredniškega odbora Revije 57, revij Beseda, Perspektive in Nove revije. 
Zajčevim stopinjam po slovenski književnosti sledita njegova sinova Zlatko in Lenart Zajc, pa tudi vnukinja - filologinja, kulturna zgodovinarka in pesnica Neža Zajc.

### Slog in motivi
Zgodnje obdobje njegovega pesnjenja, do leta 1971, zaznamujejo izvirnost, močna sveža metaforika in globoka presunljiva čustva.
Pozneje je raziskoval zvočne, pomenske in estetske učinke, ki se odpirajo z razbitjem formalno sklenjene skladnje, kar učinkuje magično, ritualno, zarotitveno. Pesmi iz tega obdobja so polne morbidnega, grotesknega humorja. V njih odzvanja tako doživetje vojne, smrti, krutosti, kot tudi neosmišljena posameznikova in družbena eksistenca. Za simbol človeške ogroženosti so mu pogosto služile živali. Kritiki so ga označili na meji med eksistencializmom in nadrealizmom. Podobno kot poezija tudi dramatika kaže, da je človek v isti sapi žrtev in rabelj svojega življenja.
Po Niku Grafenauerju v Zajčevem pesništvu za otroke srečujemo celo vrsto motivov, ki so sami na sebi, glede na naše predstave o razsežajih otrokovega dojemanja in vednosti, docela zunaj njegovega pojmovnega in predstavnega dosega (npr. Erevan, Fijakarji, Jaki, Numizmatiki, Smrt, Šamani ipd.), a vendar presvetljeni s tisto otroškostjo, ki jih doživljajsko razpira in tako približa otroku, da mu postanejo povsem domači. Izkaže se namreč, da so še tako vsakdanje stvari, kot so npr. hiša, vrata, pes, papirnata letala, buča|buče, usta, zakaj, vprašaj, žarnica, žoga, žlica itd., lahko nadvse skrivnostne in predstavno vznemirljive, brž ko so iztrgane iz svoje običajne samoumevne pomenske določenosti. V Zajčevem pesništvu imamo torej opraviti z nenehnim pretapljanjem otroku znanih in neznanih stvari v posebno resničnost.
Avtor sam pravi, da piše »pesmi za otroke tako, kot da sva si z otrokom enaka. Rada imava čudne besede, dolge, komplicirane smešne besede, ki pojejo nekaj drugega kot pomenijo, ki jih ni treba razumeti. Vse gledava skoz oči, ušesa, s kožo, z okusom.«

### Vplivi in povezave
Skupaj z Lojzetom Kovačičem, Viktorjem Blažičem in Janezom Menartom je sodeloval pri glasilu Mi mladi. Objavil je knjigo pesmi leta 1978 skupaj s Kajetanom Kovičem, Edvardom Kocbekom, Gregorjem Strnišo, Venom Tauferjem in Tomažom Šalamunom. Povezoval se je še avantgardnimi dramatiki, kot sta Dominik Smole in Primož Kozak, in teoretiki, kot so Taras Kermauner, Veljko Rus in Janko Kos (Zajčev bratranec), od sredine petdesetih let. Pesniško smer, ki jo je odprla Zajčeva lirika, so utemeljevali tudi mlajši, npr. Aleš Debeljak, Uroš Zupanin Aleš Šteger.
V zadnjih letih je pogosto nastopal skupaj z igralcem Janezom Škofom mlajšim, ki je ob igranju na harmoniko v posebnem ljudsko-godčevskem slogu recitiral njegove pesmi. 

#### Pesniške zbirke
- pesmi pred zbirko Požgana trava so objavljene v zbirki Dane Zajc v petih knjigah (1948–1955)
- Požgana trava, samozaložba, Ljubljana, 1958 (COBISS)
- Jezik iz zemlje, Cankarjeva založba, Ljubljana, 1961 (COBISS)
- Ubijavci kač, Obzorja, Maribor, 1968 (COBISS)
- Glava sejavka, Obzorja, Maribor, 1971 (COBISS)
- Rožengruntar, Obzorja, Maribor, 1974 (COBISS)
- Si videl, Partizanska knjiga, Ljubljana 1979 (COBISS)
- Kepa pepela: izbrane pesmi, Mladinska knjiga, Ljubljana, 1984 (COBISS), 2. dopolnjena izdaja 1996; 3. dopolnjena izdaja 2007 (izbral, uredil in spremna besedila napisal Boris A. Novak)
- Zarotitve, Mladinska knjiga, Ljubljana, 1985 (COBISS)
- Znaki, Emonica, Ljubljana, 1990 (COBISS)
- Krokar, Edina, Ljubljana, 1997 (COBISS)
- Dol dol, Nova revija, Ljubljana, 1998
- Scorpions : selected poems = poèmes choisis, 2000
- Dane Zajc in Vladimir Lakovič 1921–1997: Amore e morte : raccolta antologica = Ljubezen in smrt : antološka zbirka. Apocalisse carsica = Kraška apokalipsa (2005)
- V Belo: zbrane pesmi, Beletrina, Ljubljana, 2008 (732 str.; urednik in avtor spremne besede Aleš Šteger)

#### Drame
- Otroka reke, Cankarjeva založba, Ljubljana, 1963 (COBISS)
- Potohodec, Cankarjeva založba, Ljubljana, 1971 (COBISS)
- Voranc, Obzorja, Maribor, 1978 (COBISS)
- Mlada Breda, Drama SNG, Ljubljana, 1981 (COBISS)
- Kalevala, 1986
- Medeja, Slovensko ljudsko gledališče, Celje, 1988 (COBISS)
- Drame (zbirka, Emonica, 1990)
- Zakaj in Vprašaj, Mladinska knjiga, Ljubljana, 1991 (COBISS)
- Grmače, Mihelač, Ljubljana, 1995 (COBISS)
- Jagababa, SNG Drama, Ljubljana, 2007

#### Pesniške zbirke za otroke
- Bela mačica, Mladinska knjiga, Ljubljana, 1968 (COBISS)
- Abecedarija, Mladinska knjiga, Ljubljana, 1975 (COBISS)
- Živali na dvorišču, Mladinska knjiga, Ljubljana, 1975 (COBISS)
- V Cirkusu, Mladinska knjiga, Ljubljana, 1976 (COBISS)
- Na papirnatih letalih, Mladinska knjiga, Ljubljana, 1978 (COBISS)
- Ta roža je zate, Mladinska knjiga, Ljubljana, 1981 (COBISS)

#### Pravljice
- Mlada Breda, Mladinska knjiga, Ljubljana, 1978 (COBISS)
- Leteča hišica, Mladinska knjiga, Ljubljana, 1981 (COBISS)
- Bridka Ludvikova bitka, Mladinska knjiga, Ljubljana, 1985 (COBISS)
- Hiša, Domus, Ljubljana, 1990 (COBISS)
- Argonavti, Zveza društev slovenskih likovnih umetnikov, Ljubljana, 1999 (COBISS)

#### Radijske igre
- Kralj Matjaž in Alenčica, RTV Ljubljana, 1978 (COBISS)
- Petelin se sestavi, RTV Ljubljana, 1980 (COBISS)

#### Eseji in drugo ter o njem
- Igra besed in tišin (1972)
- Eseji, spomini in polemike (1990) (COBISS)
- Niko Grafenauer, Roža mogota. V: Dane Zajc, Ta roža je zate. Ljubljana: Mladinska knjiga (1981) - spremna beseda
- Dane Zajc : zbirka Interpretacije (št. 4; urednik Niko Grafenauer, Nova revija, 1995)
- Denis Poniž, Slovenska lirika 1950- 2000. Ljubljana: Slovenska matica (2001)
- Franc Zadravec, Igor Grdina, Sto slovenskih pesnikov. Ljubljana: Prešernova družba (2004)
- M.A., Pesniki niso kaj prida, škodujejo pa tudi ne. Pionirski list, št.25
- Aljoša Harlamov: Podobe živali v poeziji Daneta Zajca : hibridizacija ter razpad subjekta in njegovega jezika (Jezik in slovstvo, l. 61, št. 1, 2016)
- O Danetu Zajcu (1929-2005) : spomini, razumevanja, misli (zbornik uredila Neža Zajc, 2017)
- V besedah (izbrano delo, zasnovala in uredila Jerneja Katona in Aleš Šteger, Ljubljana: Beletrina, 2020)
- Pesmi in igre Daneta Zajca : refleksije, razprave, spomini (zbornik uredila Neža Zajc, 2021)

### Priznanja in nagrade
- Župančičeva nagrada mesta Ljubljana (1969)
- nagrada Prešernovega sklada (1970)
- Levstikova nagrada (1977)
- dve Grumovi nagradi (1979 in 1986)
- Goranov venec (1980)
- Prešernova nagrada (1981)
- Fulbrightova štipendija za priznanega umetnika za bivanje v New Yorku (1981)
- Leta 1993 je postal izredni, 1997 redni član SAZU.
- Jenkova nagrada (1998)
- Levstikova nagrada za življenjsko delo na področju mladinske in otroške literature (2005)